# COVA

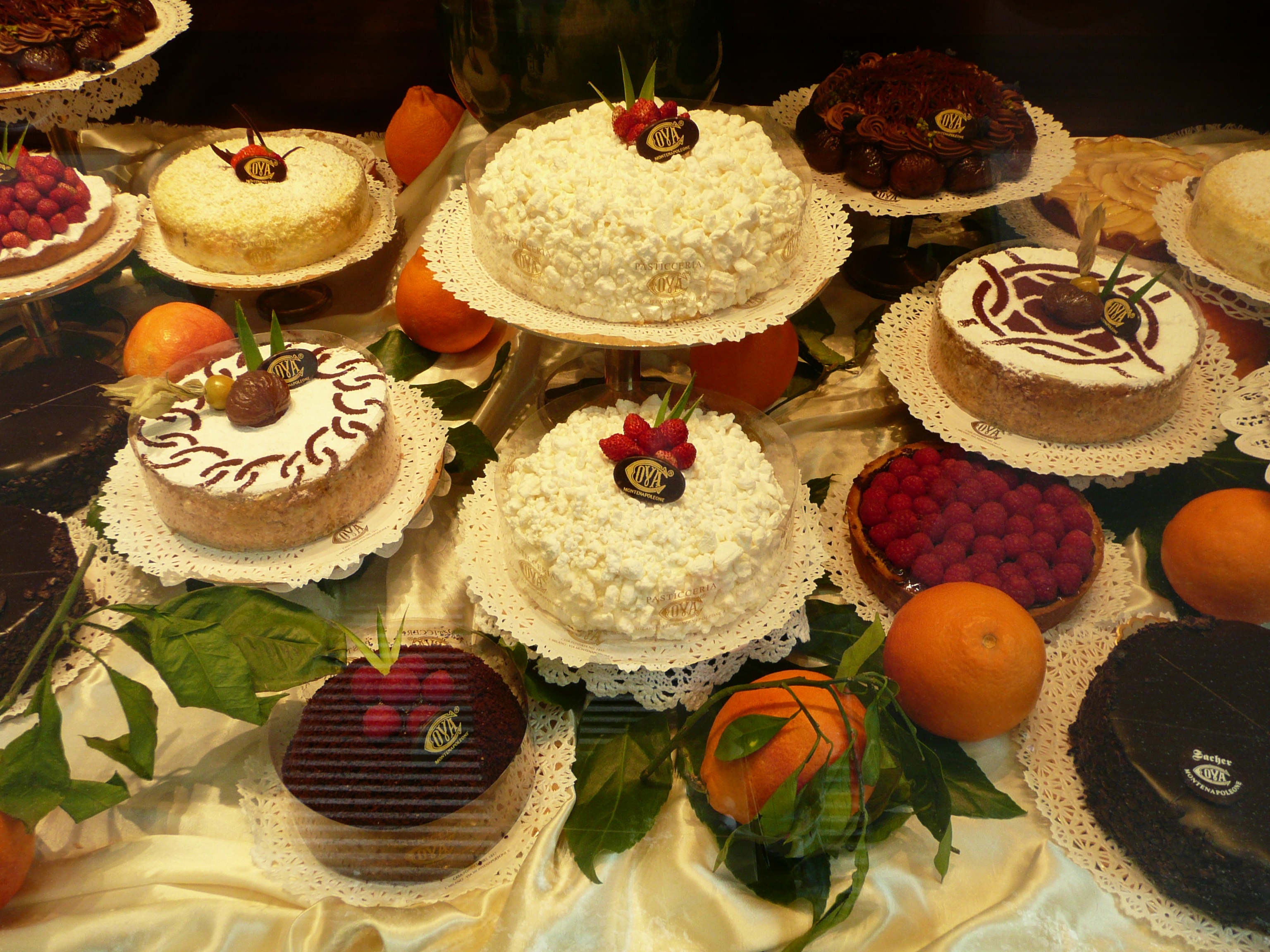
ミラノの店舗に並ぶケーキ類

COVA（コヴァ）は、イタリア・ミラノの老舗カフェ。

## 概要
1817年、ナポレオンのお抱え料理人だったアントニオ・コヴァ（Antonio Cova）が、ミラノのスカラ座の傍らで創業した。オペラ作家ジュゼッペ・ヴェルディは代表作「椿姫」をCOVAのカプチーノを飲みながら執筆したと伝えられている。アーネスト・ヘミングウェイの『武器よさらば』にも、デートのシーンなどでたびたび登場する。
金色の三角形をしたチョコレート菓子ジャンドゥイアが有名で、『武器よさらば』にも、主人公が恋人にプレゼントするチョコレートとして登場する。また、ミラノの伝統的なクリスマスケーキであるパネットーネを、ミラノ本店ではハイシーズンには1日8000個を売り上げるといわれている。
オーナーの代替わりとともに、2013年7月1日よりLVMH（ルイヴィトン・モエ＆ヘネシーグループ）傘下に入った。グループ初の飲食ブランドとしてラグジュアリーブランド業界で話題になった。現社長は前オーナーMARIO FACCIOLIの娘PAOLA FACCIOLI。

## 国際展開

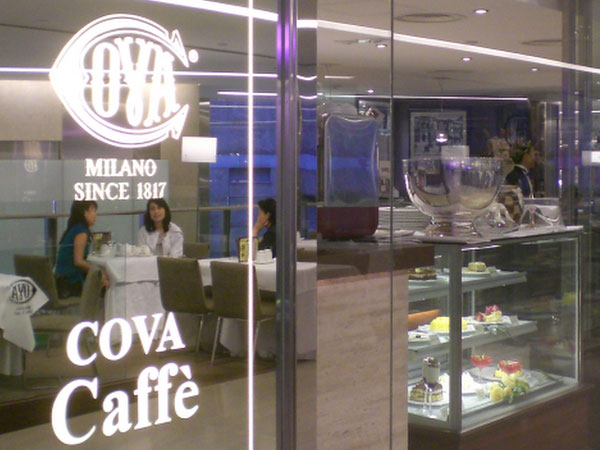
香港にあった店舗

日本には2005年のバレンタインに初上陸し、ファッション関係者を中心に話題になった。店舗としては2005年10月に東京・丸の内にリストランテCOVA TOKYOがオープン。続いて2007年3月にCOVA MIDLAND SQUARE、4月にCOVA SHINJYUKU TAKASHIMAYAがイタリアンカフェ業態としてそれぞれオープンし、今に至る。運営会社はコヴァ・ジャパン株式会社（現ビチェリン・ファミリアーレ株式会社）だったが、2018年6月末をもってライセンス契約満了に伴い日本での展開を終了した。
その後、東急が2019年7月に「コヴァ」と日本における独占ライセンス契約を締結し、9月に旗艦店舗としてGINZA SIX店、11月に渋谷スクランブルスクエア店などにカフェをオープンしていたが開店後約2年で業績不振のために撤退することとなった。
- GINZA SIX店 - 2021年11月30日（火）をもって閉店

- 渋谷スクランブルスクエア店 - 2021年12月26日（日）をもって閉店

- Amazonサイト - 2021年11月30日（火）をもって終了

その他、香港や上海にも店舗があり、ドバイの店舗は1年足らずでクローズしている。